# Queenas
Queenas er en dokumentarfilm fra 2002 instrueret af Camilla Overbye Roos.

## Handling
En gruppe transseksuelle mexicanere lever af at optræde som cabaretpiger på klubben Plaza i Los Angeles. Her er de kendt som Queenas, og klubben og deres dragende shows er filmens intime billedmæssige ramme. Her møder man Melissa, der rejste bort fra sin familie for 30 år siden, og som ikke har set dem siden. Gennem hende lærer man en række af pigerne at kende, og hører om deres behov for at forlade deres familier og kultur, i søgen efter en egen identitet. Og tværs igennem blodige skønhedsoperationer og groteske opvæksthistorier ser man pludselig, at de har magtet at tage deres specielle vilkår til sig med værdighed og mod. Ind imellem dette vendes hele tiden tilbage til Plaza, til showet, musikken, dansen, lyset, kunderne.